# Солоноватоводный карпозубик
Солоноватоводный карпозубик (лат. Cyprinodon salinus) — вид лучепёрых рыб из семейства карпозубых (Cyprinodontidae). Небольшие придонные рыбы длиной до 6,5—7,8 см.

## Распространение
Солоноватоводные карпозубики приурочены к небольшому числу водоёмов на территории национального парка Долина Смерти: типовой подвид обитает в Солт Крик (англ. Salt Creek) и прилегающих областях, заливаемых при повышении уровня водоёма, подвид Cyprinodon salinus milleri известен из Коттонбол Марш (лат. Cottonball Marsh). Представители типового подвида были интродуцированы в другие водоёмы Долины Смерти, однако популяции в них не закрепились.
Согласно оценке Красного списка МСОП, вид находится под угрозой вымирания, поскольку область распространения составляет менее 100 км², а область постоянного обитания — менее 10 км². Существенно также, что численность претерпевает значительные сезонные флуктуации.

## Образ жизни
Благодаря эволюции эти небольшие рыбки приспособились существовать в очень теплой, соленой и минерализованной воде, что позволяет им выживать в суровых условиях экосистемы Долины Смерти, расположенной на границе американских штатов Калифорния и Невада. Немногие водоемы этого экстремального места являются последними останцами огромного североамериканского Озера Мэнли, пересохшего в доисторические времена.

## Подвиды
- Карпозубик Долины Смерти[источник не указан 4226 дней] (Cyprinodon salinus salinus Miller, 1943typus) — приурочен к Солт Крик;
- Карпозубик Миллера[источник не указан 4226 дней] (Cyprinodon salinus milleri) — приурочен к солоноватому болоту[уточнить], назван в честь Роберта Миллера, впервые описавшего вид.